# Башня WGME-TV
Башня WGME-TV — самое высокое сооружение в мире с 1959 по 1960 год. Располагается с передатчиком в Раймонде, с лицензией Портленда на передачу сигнала в Южный Мэн и Северный Нью-Гэмпшир. Высота — 493,5 м.

## Описание
Башня WGME высотой 493,47 или 495,1 метров предназначена для передачи радио и телевизионного сигнала, и возведена в Раймонде в 1959 году. Это было самое высокое архитектурное сооружение мира в своё время. Рекорд высоты был превзойден в 1960 году. Тем не менее башня WGME-TV оставалась самым высоким сооружением в штате Мэн до возведения башни WMTW в 2002 году. Эта станция прекратила трансляцию аналогового телевизионного сигнала 17 февраля 2009 года и ведет цифровые передачи только на 38 канале.